# 珀耳塞福涅 (罗塞蒂画作)
《普洛塞庇娜》（Proserpine）是英国前拉斐爾派画家加百列·羅塞蒂所繪的一幅，著名油画，绘于1874年，现藏于泰特不列顛。

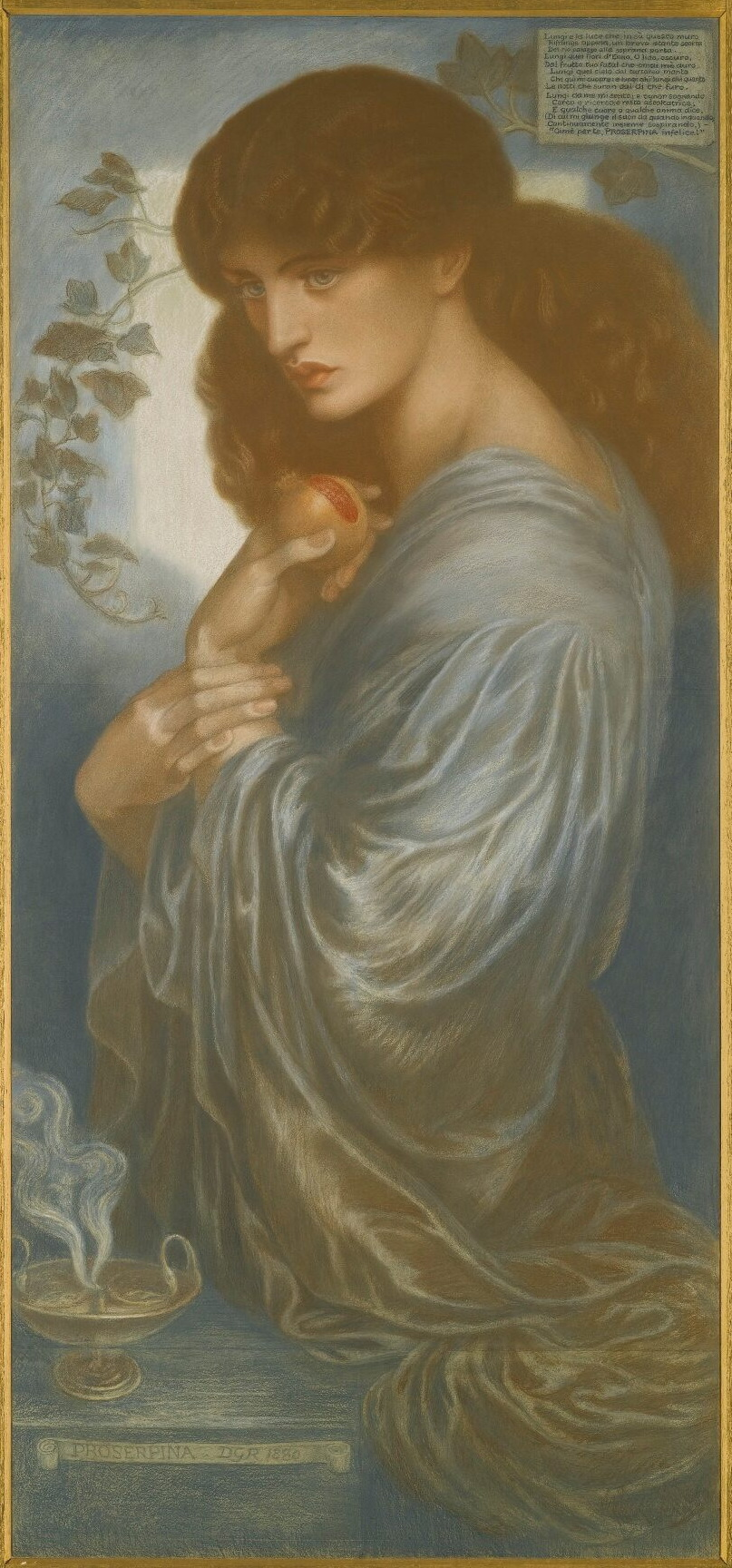
彩色粉笔版本，1880 年

这幅油画是罗马神话题材，描绘冥界女神普洛塞庇娜。虽然罗塞蒂在画上标注了1874年的日期，但在画完之前，在八张单独的画布上创作了七年。他的模特简·莫里斯是他美丽的情妇，有精致的面容，纤细的手，厚厚的头发。画这幅画时正是他最痴迷的时候，心理健康极其不稳定。

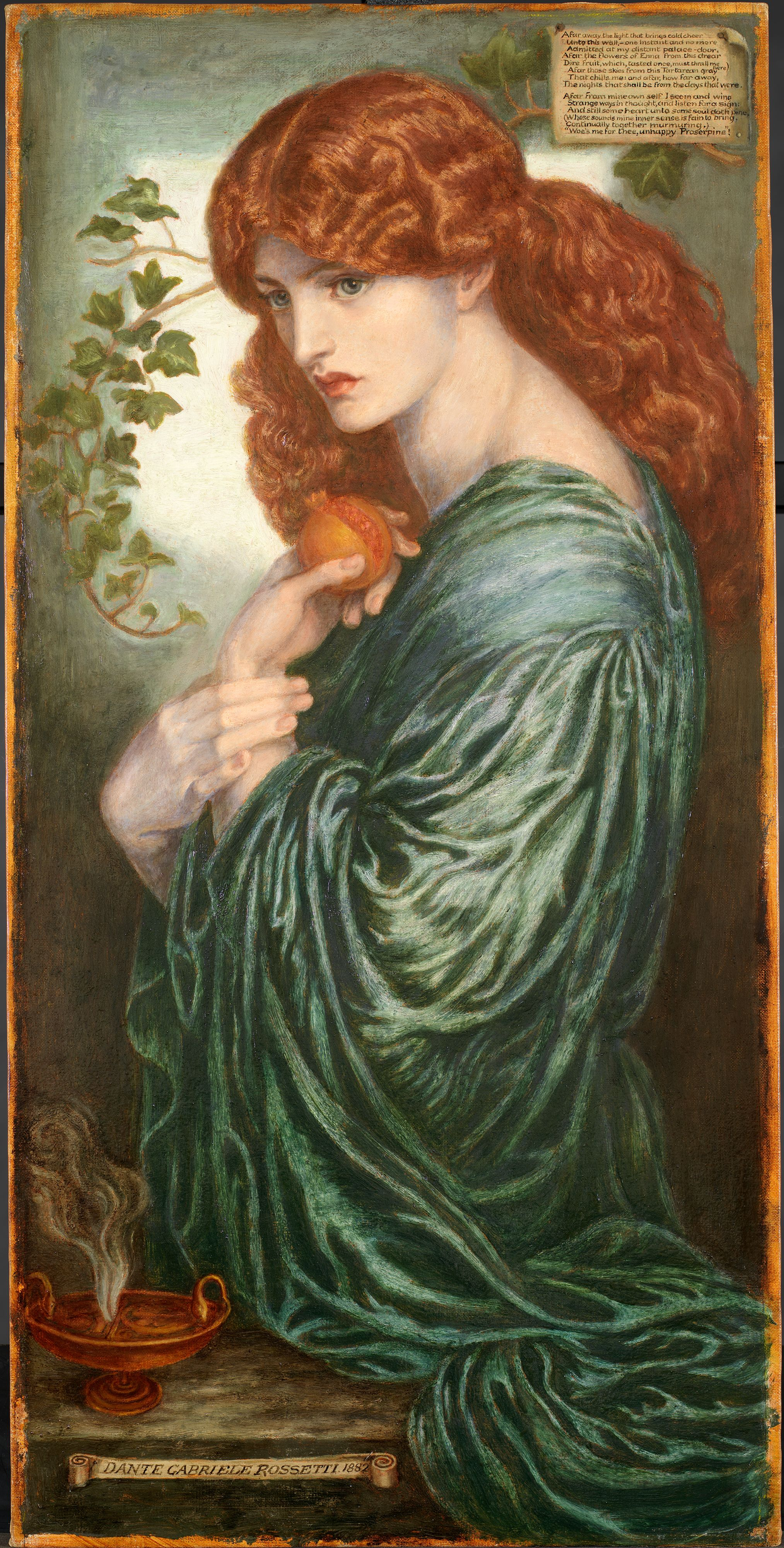
第八个版本，现藏于伯明翰博物館和美術館 (1882)